# Maurice De Muer
Maurice De Muer (* 6. Oktober 1921 in Potigny; † 4. März 2012 in Montauroux) war ein französischer Radrennfahrer und Sportlicher Leiter.

## Sportliche Laufbahn
De Muer war im Straßenradsport aktiv. Von 1943 bis 1951 war er Berufsfahrer. 1941 siegte er im Eintagesrennen Grand Prix de Fourmies vor Albert Delfosse, 1944 bei Paris–Camembert. 1946 wurde er Zweiter bei Paris–Nizza hinter Fermo Camellini. 
Dreimal war er in der Tour de France am Start. 1952 wurde er 32., 1947 und 1948 war er jeweils ausgeschieden. Den Giro d’Italia 1948 beendete er nicht.

## Berufliches
Ab 1975 war er als Sportlicher Leiter in den Radsportteams Pelforth–Sauvage–Lejeune (1960–1968), BiC (1969–1974) und Peugeot (1975–1982) tätig. Wegen seines strengen Führungsstils wurde er „kleiner Napoleon“ genannt. De Muer ermöglichte einigen anglophilen Fahrern wie Stephen Roche, Robert Millar, Phil Anderson und Jonathan Boyer die Startmöglichkeit in dem Verein Athletic Club de Boulogne-Billancourt und eine spätere Profikarriere.